# Геккер Наум Леонтійович
Геккер Наум Леонтійович (12.05(30.04).1862, за ін. даними, 1861—13.07.1919) — революціонер, учений, публіцист, мемуарист.
Народився в Катеринославській губернії. Син заможного бахмутського міщанина. Закінчив Бердянську гімназію.
1878–79 очолював місцевий гурток революційної молоді, після чого організував подібне товариство в Одесі, де навчався у Новоросійському університеті.
1880 вступив до Південноросійського робітничого союзу.
Навесні 1881 — арештований, 4 грудня (22 листопада) 1882 — засуджений до 10 років каторги, від початку 1884 утримувався в Карійській в'язниці (Забайкалля, Росія), взимку 1888/89 переміщений обік неї на вільне поселення. Із солідарності зі своїми товаришами-каторжанами, що протестуючи проти застосування тілесних покарань, отруїлись морфієм,  1889 вчинив спробу самогубства: двічі стріляв у голову, тяжко поранився, після чого тривалий час хворів. 1892 переведений до Якутії, від 1895 здійснював дослідження в етнографічній експедиції Східно-Сибірського відділення Російського географічного товариства.
1896 замешкав у м. Іркутськ (нині місто в РФ), надрукував низку краєзнавчих матеріалів у «Записках Восточно-Сибирского отделения Императорского Русского географического общества», місцевій пресі. 1897 видав книгу «К характеристике физического типа якутов», за що удостоївся премії Московського товариства шанувальників природознавства, антропології та етнографії.
1899 повернувся в Україну, співробітничав у часописах «Одесские новости», «Южное обозрение», дописував до журналів «Былое», «Русское богатство» та ін. 1900 лікувався в Німеччині. Входив до Партії соціалістів-революціонерів. 1903 в Одесі опублікував монографію про творчість російського письменника Леоніда Андреєва, 1914 — розвідку про Миколу Михайловського, одного з ідеологів народництва. Листувався з Володимиром Короленком.
В останні роки життя був паралізований, проте продовжував літературну працю, диктував мемуари. Помер у м. Одеса.
Посмертно опубліковано його спогади про гімназійні соціалістичні гуртки в місті Бердянськ 1878–79 («Каторга и ссылка», 1924, кн. 11).